# Былевский, Фаддей Сигизмундович
Фаддей Сигизмундович (Тадеуш) Былевский (пол. Tadeusz Bylewski; 21 июля (2 августа) 1866, Киев — 17 июля 1939) — русский и польский военный  деятель,  генерал-майор Русской императорской армии (1916), дивизионный генерал Польской армии (1919). Герой Первой мировой войны.

## Биография
В службу вступил в 1883 году после окончания Владимирского Киевского кадетского корпуса. В 1885 году после окончания Павловского военного училища по I разряду  произведён в подпоручики и выпущен в Рязанский 69-й пехотный полк. В 1887 году переведён в Санкт-Петербургский лейб-гвардии полк с переименованием в подпоручики гвардии. В 1889 году произведён поручики гвардии, в 1897 году в штабс-капитаны гвардии, в 1900 году в капитаны гвардии — командовал ротой. В 1907 году произведён в полковники — командир батальона.
С 1913 года в отставке. С 1914 года участник Первой мировой войны в составе Государственного ополчения. В 1916 году произведён в генерал-майоры, начальник 26-й бригады Государственного ополчения. С 1917 года занимался формированием польской стрелковой дивизии в Киеве и был председателем военного комитета по формированию польских частей при ГУГШ. 

Высочайшим приказом от 20 июля 1916 года за храбрость награждён Георгиевским оружием: 
За то, что с 19-го по 28-е апреля 1915 года со слабыми ополченческими силами, занимая длинную позицию на р. Дунайцы на фронт Жамбра-Думбровка, находясь всё время под сильным ружейным и артиллерийским огнём противника и подавая пример мужества и храбрости, всё время вёл упорные бои с превосходящим по численности противником и оставил позиции только в силу приказания высшего командования
После Октябрьской революции, с 1918 года в Польской армии, с 1919 года дивизионный генерал Центральной комиссии снабжения Войска Польского. С 1921 года в отставке с чином генерал-поручика. 17 июля 1939 года погиб в автокатастрофе в Польше.

## Награды
- Орден Святого Станислава 2-й степени  с мечами (ВП 1908)
- Орден Святой Анны 2-й степени с мечами (ВП 1911)
- Орден Святого Владимира 3-й степени (ВП 26.01.1916)
- Георгиевское оружие (ВП 20.07.1916)
- Орден Святого Станислава 1-й степени  (ВП 06.09.1916)
- Орден Святой Анны 1-й степени с мечами (ВП 06.12.1916)